# Міхраніди
Міхраніди — династія правителів (великі князі) в Кавказькій Албанії з кінця VI до початку VIII століття.

## Походження
Мали іранське (парфянське) походження. Міхраніди, які первинно володіли областю Гардман на заході Кавказької Албанії, у першій третині VII століття зусиллями великих князів Вараз-Григора та Джеваншира зуміли фактично відтворити Албанське царство після того, як Албанією понад сто років правили перські марзбани. Відповідно до оповідання Мовсеса Каганкатваці, родоначальник династії Міхран походив «з племені Арташира» (родоначальника династії Сасанідів); він був якимось родичем царя Ормізда IV та був причетним до перевороту, в результаті якого було скинутого цього царя 590 року. Після воцаріння 591 року сина Ормізда Хосрова Парвіза, Міхран із родичами втік на Кавказ, сподіваючись перейти до ворожих Ірану хозарів. Однак в області Гардман, у провінції Утік, він отримав грамоту від царя, в якій йому обіцяли пробачення та пропонували замість переходу на бік хозарів залишитись на тій землі, де він був, і та земля дарувалась йому у спадкове володіння. Міхран спочатку збудував собі «місто» (укріплений пункт), названий за його іменем Міхраван, а потім «із підступною метою» запросив до себе 12 місцевих вірменських володарів та перебив їх, після чого став безумовним господарем області.
Слід відзначити, що твердження про походження династії від Сасанідів ставляться сучасними істориками під сумнів. Більш імовірно, як вважають, Міхран походив з парфянського знатного роду Міхранідів, що походив від Аршакідів; до того роду належав і Бахрам Чубін, до перевороту якого був причетний Міхран.

## Нащадки Міхрана
Далі, відповідно до Мовсеса Каганкатваці, історія роду виглядає таким чином: Міхран мав сина Арамайела, сином останнього був Вард, сином Варда — Вардан Хоробрий, який, за прикладом Міхрана, запросив на обід та підступно перебив 60 представників попередньої місцевої династії та збудував фортецю Гардаман. Синами Вардана були Варазман і Вараз-Григор. Слід відзначити, однак, що в даних Мовсеса міститься явна плутанина, оскільки Вараз-Григор, який помер 638 року, ніяк не міг бути прапраонуком Міхрана, який втік до Гардамана за 47 років до того.
Незважаючи на винищення корінних правителів з вірменського роду Араншахів, відповідно до Мовсеса Каганкатваці "…рід Міхрана породнився сватанням з вірменськими мужами, щоб у результаті рідства спільно володарювати над Східним краєм… ". У вірменському середовищі Міхраніди невдовзі вірменізувались.

## Князі Албанії
Вараз-Григор за протекцією албанського католикоса Віро був визнаний царем Хосровом II «господарем Гардмана та князем країни Албанської»; таким чином, за його правління було фактично відновлено державність Кавказької Албанії, після понад століття управління Албанією перськими марзпанами. 628 року він прийняв від Віро хрещення в Ктесифоні та правив Албанією 10 років, перенісши свою столицю до Барди. Його синами були Вараз-Перож, Джеваншир, Єзут-Хосров, Варазман II. Джеваншир успадкував престол Вараз-Григора; за його правління Албанія сягнула розквіту, але він же був змушений підкоритись арабам. Після убивства Джеваншира князем став його племінник, син Варазмана II — Вараз-Трдат. Останній визнав себе, слідом за дядьком, васалом Арабського халіфату; після його смерті 706 року араби ліквідували Албанське князівство, а його територія увійшла до складу провінції Армінія Арабського халіфату.
Албанський князь Шеро був увезений в Дамаск, де й помер. Однак нащадки Міхрана залишались місцевими володарями ще упродовж століття, до Вараз-Трдата II, сина Степанноса, убитого 822 року вірменським князем Сахлом Смбатяном (Сахл ібн Сунбат ал-Армані) з роду Арраншахів.